# یک پیروزی
یک پیروزی (انگلیسی: One Win؛‏ کره‌ای: 1승) یک فیلم درام ورزشی محصول کره جنوبی به کارگردانی شین یون شیک و با بازی سونگ کانگ هو، پارک جونگ مین و جانگ یون جو است. این فیلم داستان یک مربی والیبال را به تصویر می‌کشد که هرگز طعم موفقیت را در زندگی خود نچشیده است و با یک تیم والیبال زنان که فقط به یک برد نیاز دارد، ملاقات می‌کند و این چالش را به عهده می‌گیرد. یک پیروزی نخستین بار در پنجاه و دومین جشنواره بین‌المللی فیلم روتردام در ۲۷ ژانویه ۲۰۲۳ به نمایش درآمد. این فیلم در ۴ دسامبر ۲۰۲۴ در کره جنوبی منتشر شد.

## بازیگران
- سونگ کانگ هو در نقش کیم وو جین[۶]
- پارک جونگ مین در نقش کانگ جونگ وون[۷]
- جانگ یون جو در نقش بانگ سو جی[۸]
- پارک میونگ هون در نقش کاپیتانِ پینک استورم
- لی مین جی در نقش یوکی[۹]
- نا هیون وو در نقش شوهر بانگ سو جی[۱۰]

## تولید
فیلم‌برداری در نوامبر ۲۰۲۰ آغاز شد و در فوریه ۲۰۲۱ به پایان رسید.

## انتشار
این فیلم به بخش رقابت صفحه نمایش بزرگ در پنجاه و دومین جشنواره بین‌المللی فیلم روتردام دعوت شد و در ۲۷ ژانویه ۲۰۲۳ به نمایش درآمد.